# Chocolá
Chocolá è un sito archeologico Maya, fiorito principalmente durante il periodo preclassico mesoamericano, tra il 1000 a.C. ed il 200 d.C.
Il sito è posto al centro della zona dei bassopiani, in quella che gli studiosi ritengono l'area da cui si è generata la cultura originaria Maya, dove sono avvenuti gli scambi culturali ed economici con gli Olmechi ed altri gruppi. Chocolá si trova in Guatemala, più precisamente nella municipalità di San Pablo Jocopilas nella parte meridionale del dipartimento di Suchitepéquez. Un villaggio moderno dello stesso nome si trova nelle vicinanze del sito. La lunghezza del sito è stimata di 4–6 km2.